# Telfs

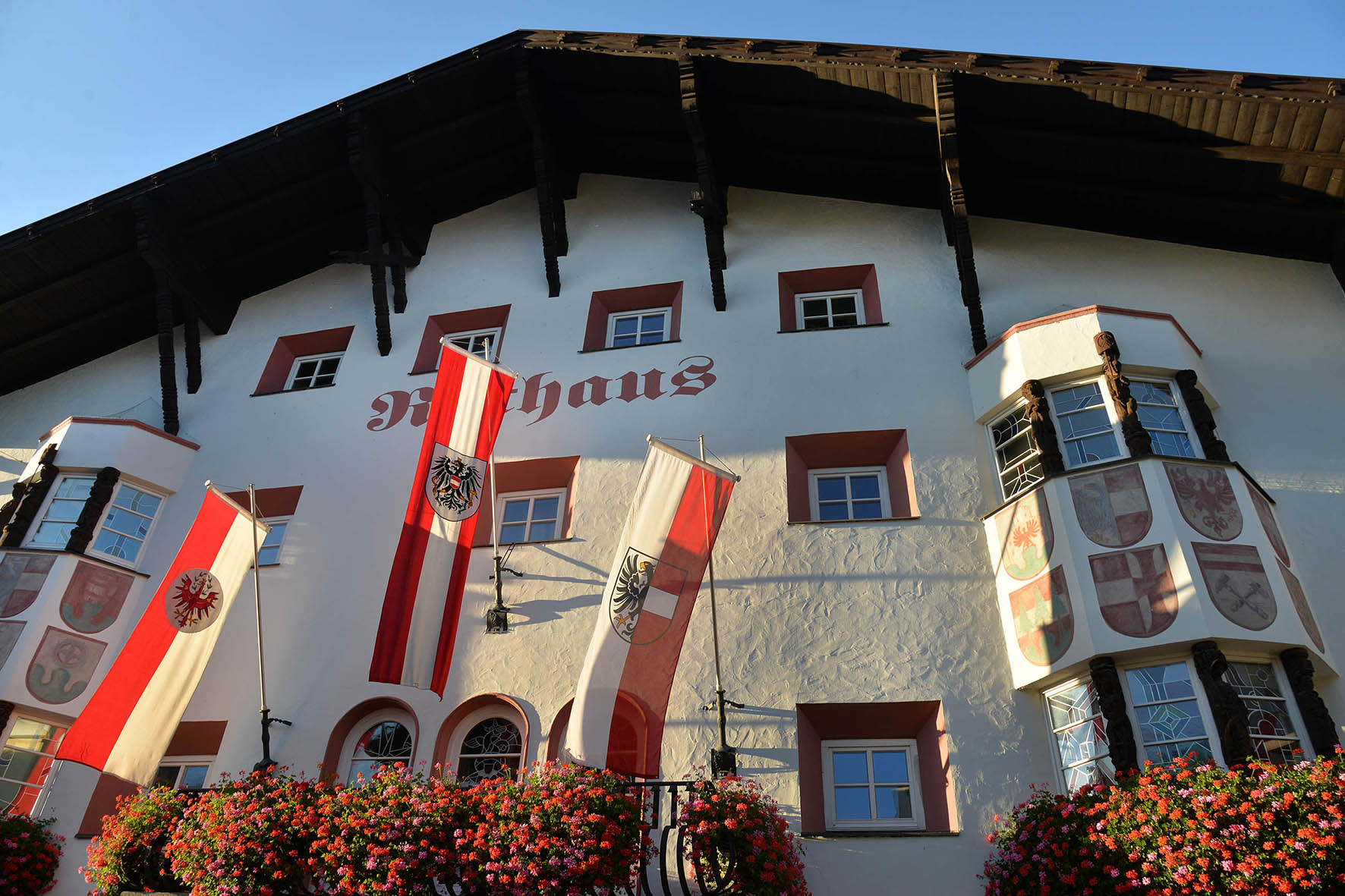
Rathaus

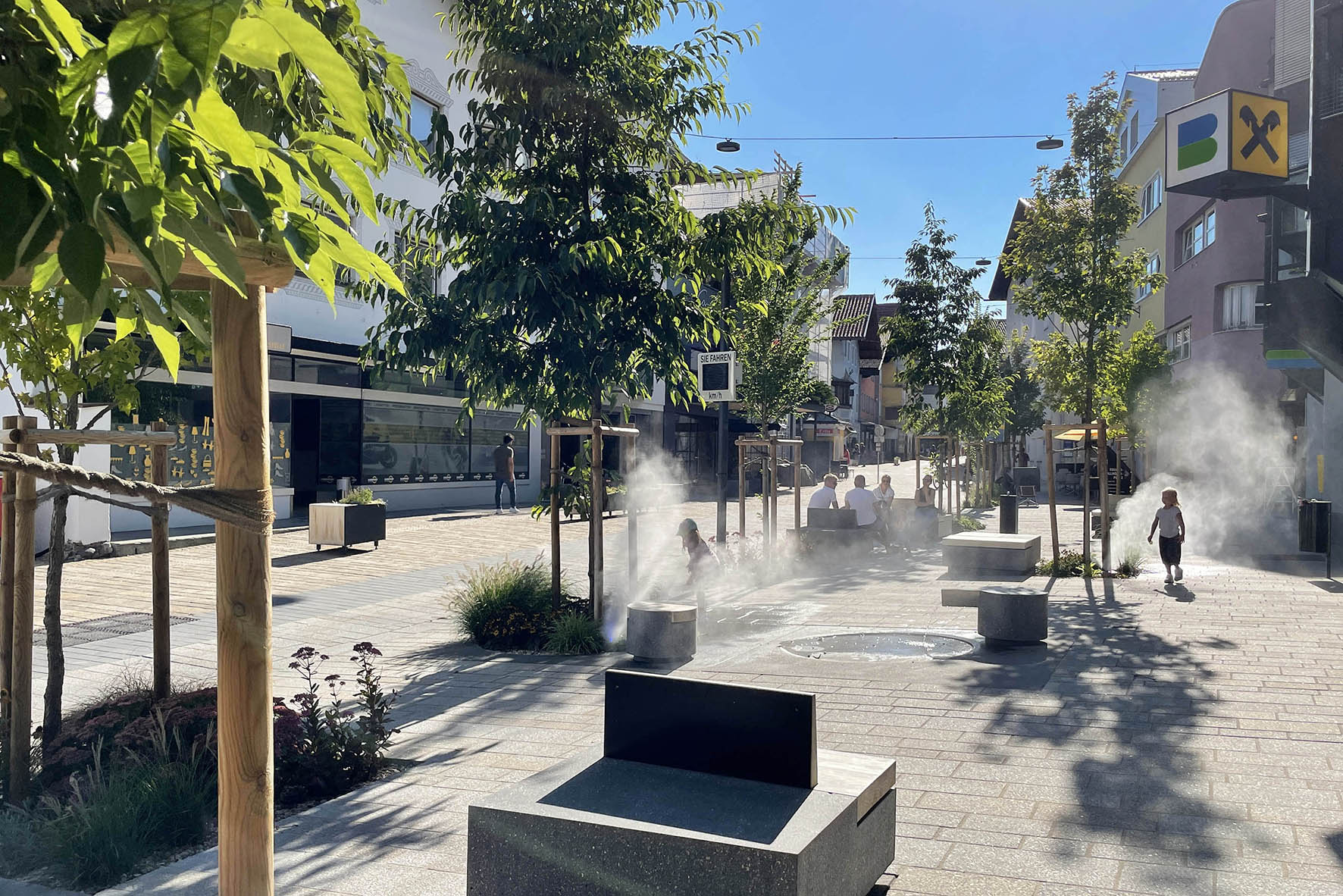
Fußgängerzone in der Untermarktstraße

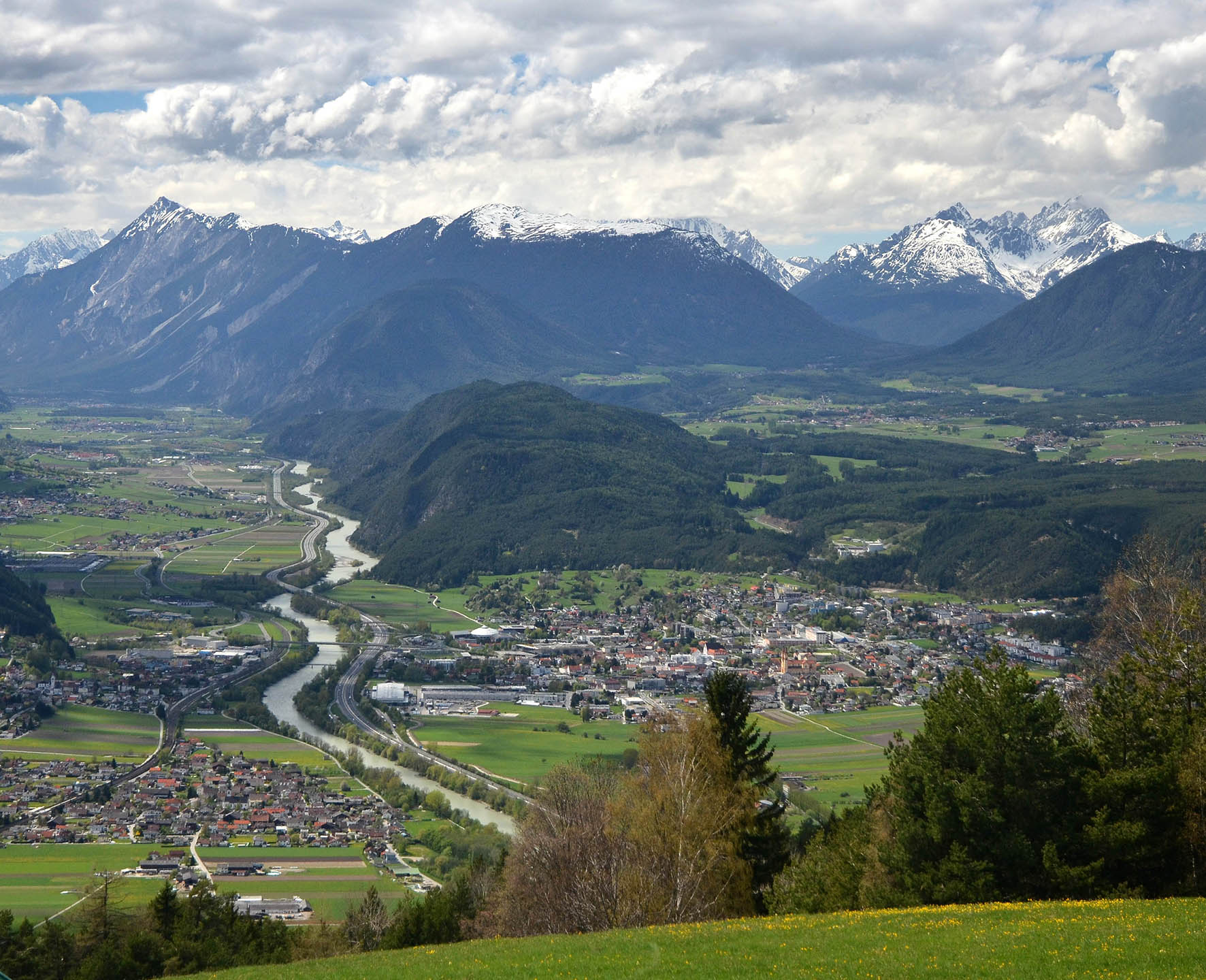
Blick auf Telfs und ins Inntal von Osten

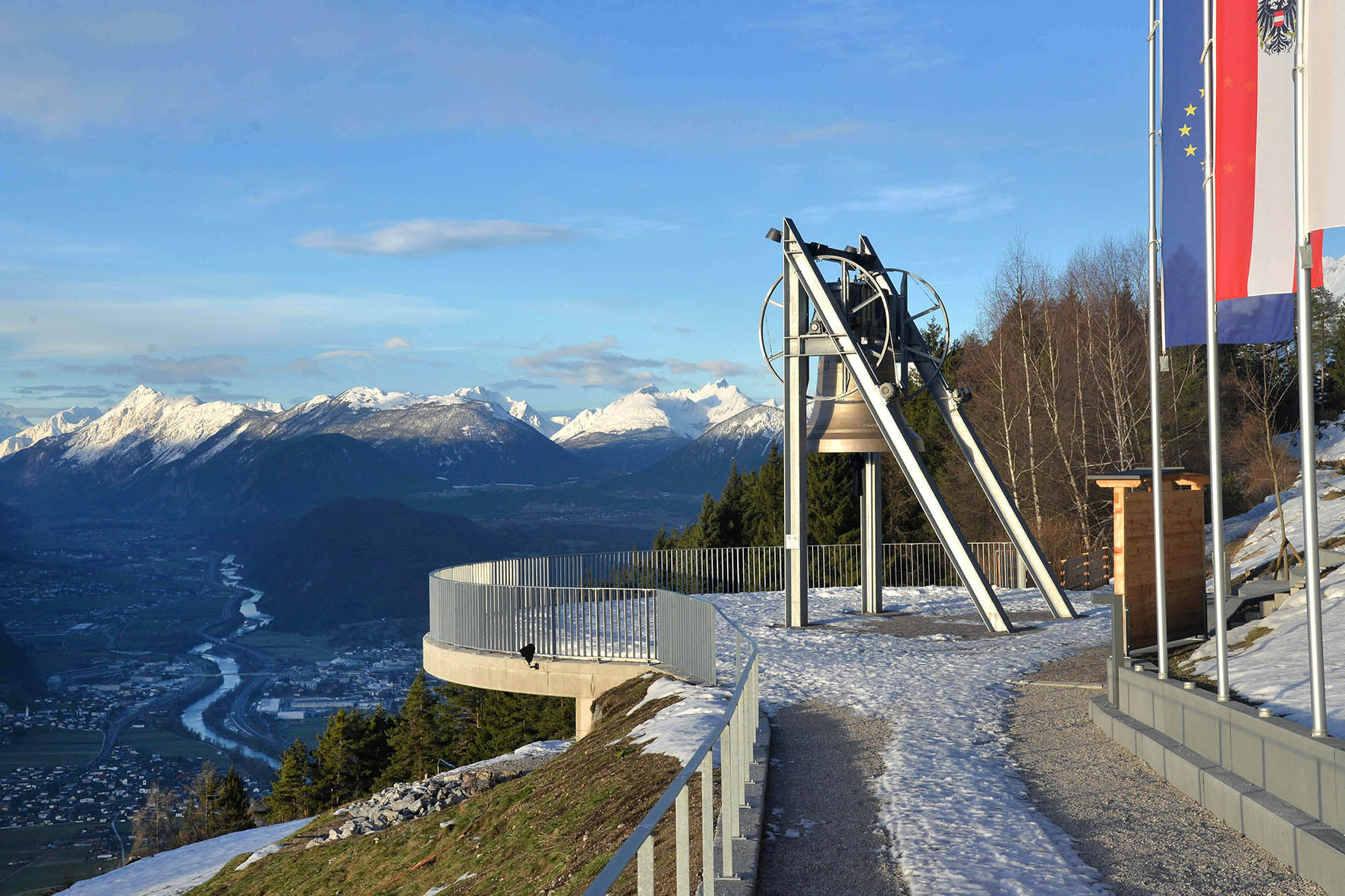
Friedensglocke des Alpenraums in Telfs-Mösern

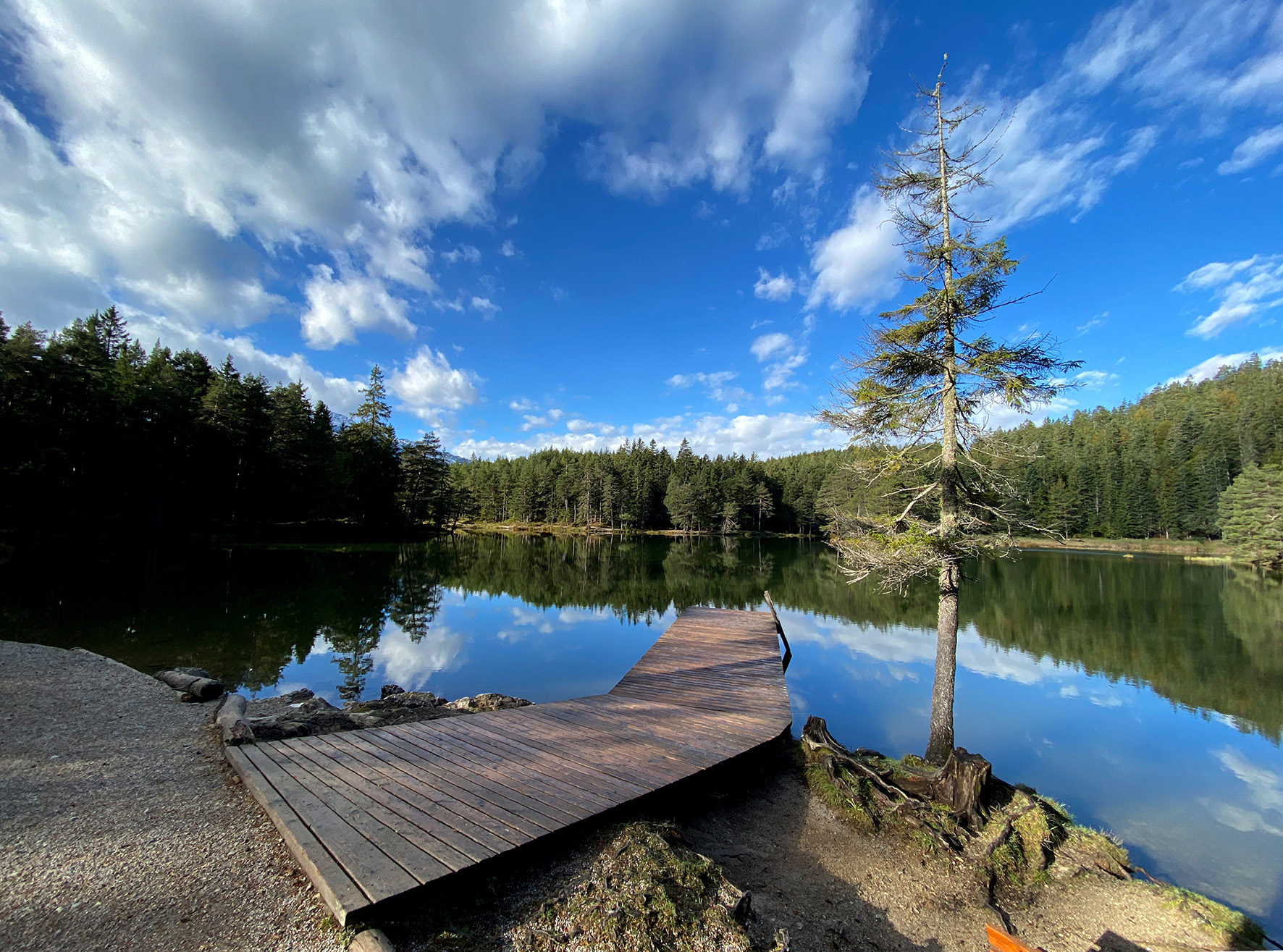
Möserer See

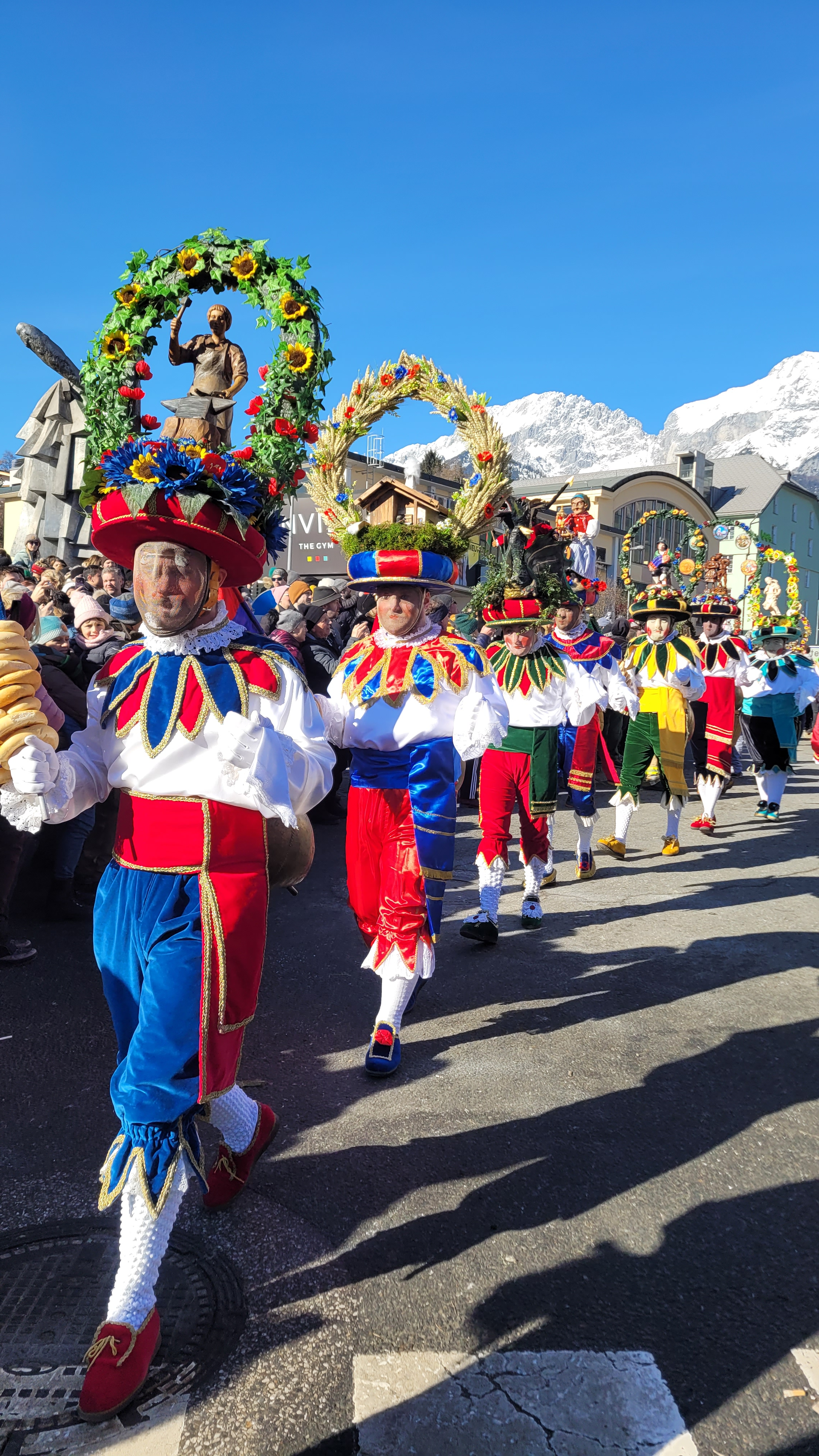
Telfer Schleicherlaufen

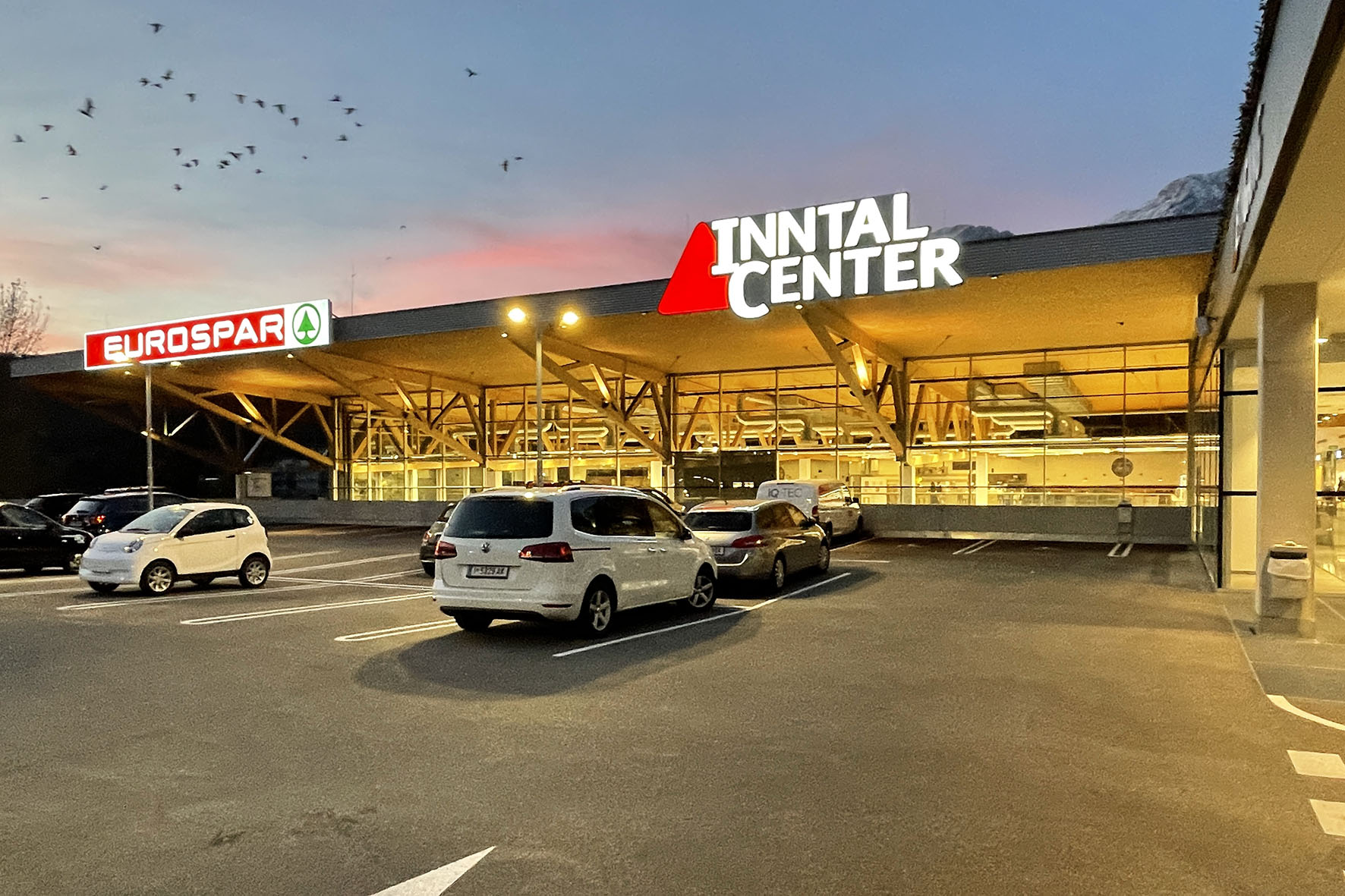
Einkaufszentrum Inntalcenter

Telfs ist eine Marktgemeinde mit 16.244 Einwohnern (Stand 1. Jänner 2024) im Bezirk Innsbruck-Land in Tirol (Österreich). Sie ist Sitz eines Bezirksgerichtes und Zentrum des Gerichtsbezirks Telfs.

## Geografie
Telfs liegt 27 Kilometer westlich der Landeshauptstadt Innsbruck in einer beckenartigen Erweiterung des Inntales am Fuß der 2662 Meter hohen Hohen Munde.
Telfs hat eine Fläche von 45,5 km² und ist hinsichtlich der Einwohnerzahl der drittgrößte Ort in Tirol nach Innsbruck und Kufstein. Telfs ist daher auch der bevölkerungsreichste Ort im Tiroler Oberinntal und des Bezirkes Innsbruck-Land. Teile der Gemeinde grenzen direkt an den Bezirk Imst.

### Gemeindegliederung
Das Gemeindegebiet umfasst folgende 11 Ortschaften (in Klammern Einwohnerzahl Stand 1. Jänner 2024):
- Bairbach (63)
- Birkenberg (9)
- Brand (13)
- Buchen (40)
- Hinterberg (26)
- Lehen (27)
- Mösern (272)
- Platten (35)
- St. Veit (19)
- Telfs (15.732)
- Wildmoos (8)

Die Gemeinde besteht aus der Katastralgemeinde Telfs.

### Nachbargemeinden
| Wildermieming | Leutasch                                    | Seefeld                   |
| Mieming       | Kompassrose, die auf Nachbargemeinden zeigt | Pettnau Reith bei Seefeld |
| Rietz         | Pfaffenhofen                                | Oberhofen Flaurling       |

## Geschichte und Wirtschaftsentwicklung
Der Raum Telfs wird mindestens seit der Spätbronzezeit von Menschen bewohnt. Funde auch aus allen nachfolgenden Epochen, insbesondere der Eisen- und Römerzeit, belegen eine kontinuierliche Besiedelung. In Mittelalter und Neuzeit war die Gemeinde ein wichtiger Verkehrsknoten und als Zentralort der Region Gerichts- und Verwaltungssitz.
Im 19. Jahrhundert und bis weit ins 20. Jahrhundert wurde Telfs wirtschaftlich von der Textilindustrie dominiert. Ehemalige Fabrikgebäude prägen heute noch das Ortsbild. Auf die Industrie geht der hohe Einwandereranteil der Gemeinde zurück, da ab den 1960er-Jahren viele Arbeitskräfte aus Ländern wie der Türkei und Jugoslawien angeworben wurden. Sie haben zur wirtschaftlichen und kulturellen Entwicklung der Region beigetragen.
Heute ist die Wirtschaft von Betrieben der Metallindustrie (Liebherr, Thöni, Leitner u. a.) sowie weiteren Produktionsbetrieben, Energieerzeugung (E-Werk – Gemeindewerke Telfs), Handel und Dienstleistung bestimmt. Die Gemeinde erlebte in 1990er- und 2000er-Jahren ein starkes Wachstum. Neue Siedlungen entstanden unter anderem in ehemaligen Waldgebieten am Fuß der Hohen Munde. In den letzten Jahren wurde von der Erschließung neuer Flächen abgegangen und für den Bau von Wohn- und Betriebsstätten verstärkt auf die Nutzung und Verdichtung bereits vorhandener Bauflächen zurückgegriffen.
In den Jahren 1988 und 2015 tagte im Interalpen-Hotel Tyrol bei Telfs-Buchen die Bilderberg-Konferenz.
Anlässlich des 25-jährigen Bestehens der Arbeitsgemeinschaft Alpenländer (Arge Alp) wurde im oberhalb gelegenen Ortsteil Mösern die zehn Tonnen schwere Friedensglocke errichtet, die jeden Tag um 17 Uhr erklingt. Bei Mösern liegt der idyllische Möserer See (seit 2008 im Besitz der Marktgemeinde Telfs; Kaufpreis zwei Millionen Euro) und als Besonderheit die beiden Seen Lottensee und Wildmoossee, die nur alle paar Jahre erscheinen.
2006 begann in Telfs nach überregional beachteten Kontroversen der Bau des ersten muslimischen Gebetsturms in Tirol bzw. des zweiten in Österreich (Minarettstreit von Telfs).
Die politische Führung von Telfs überlegte für 2008 eine Erhebung der Marktgemeinde in den Rang einer Stadt. In der mittels Briefabstimmung durchgeführten Bürgerbefragung im Jahr 2007 wurde dieses Ansinnen jedoch mit 65,4 % Nein-Stimmen abgelehnt.

## Bevölkerung

### Bevölkerungsentwicklung
EinwohnerJahr030006000900012.00015.00018.0001860189019201950198020102040EinwohnerEinwohnerentwicklung von Telfs

### Die „Telfer“
Die Bevölkerung von Telfs nennt man Telfer, nicht Telfser. Grund ist der rätoromanische Ursprung des Ortsnamens. Dieser endet mit der lateinischen Nominativendung -s, Ableitungen werden deshalb ohne -s gebildet.

## Kultur und Sehenswürdigkeiten
Sakralbauten
- Die Dekanatspfarrkirche Telfs als dreischiffige kreuzförmige Basilika mit zwei Fassadentürmen wurde von 1860 bis 1863 erbaut. Urkundlich ist bereits 1113 die Weihe einer oberen Kapelle («superior capella») durch Bischof Gebhard von Trient bezeugt, worunter vermutlich die 1859 zu Gunsten des Pfarrkirchenneubaus abgebrochene Friedhofskapelle zur schmerzhaften Gottesmutter auf dem Telfer Friedhof zu verstehen ist.[5]
- Das Franziskanerkloster Telfs als Kloster und die dazugehörige Kirche wurden zu Beginn des 18. Jahrhunderts errichtet.
- Die Pfarrkirche Telfs-St. Georgen wurde 1975 geweiht und 1978 zur Pfarrkirche erhoben.
- Die Pfarrkirche Telfs-Schlichtling wurde 2002 geweiht, vom Architekten Peter Thurner geplant, und mit einem Bilderzyklus über den Heiligen Geist von Maurizio Bonato ausgestattet.
- Die Filial- und Ortskirche Mösern ist eine barocke Kirche aus dem 17. Jahrhundert.
- Die Mariahilfkapelle am Birkenberg ist ein 1648 entstandener und von 1692 bis 1696 erweiterter barocker Rundkuppelbau.
- Die Eyüp-Sultan-Moschee wurde 2007 mit einem Minarett erbaut.

Sonstiges
- Fasnacht- und Heimatmuseum im Noaflhaus
- Die Friedensglocke des Alpenraumes in Mösern wurde im Jahre 1997 errichtet.
- Das Interalpen-Hotel Tyrol war gemessen an der Bettenzahl bis Anfang der 2000er Jahre das größte Hotel der Alpen.

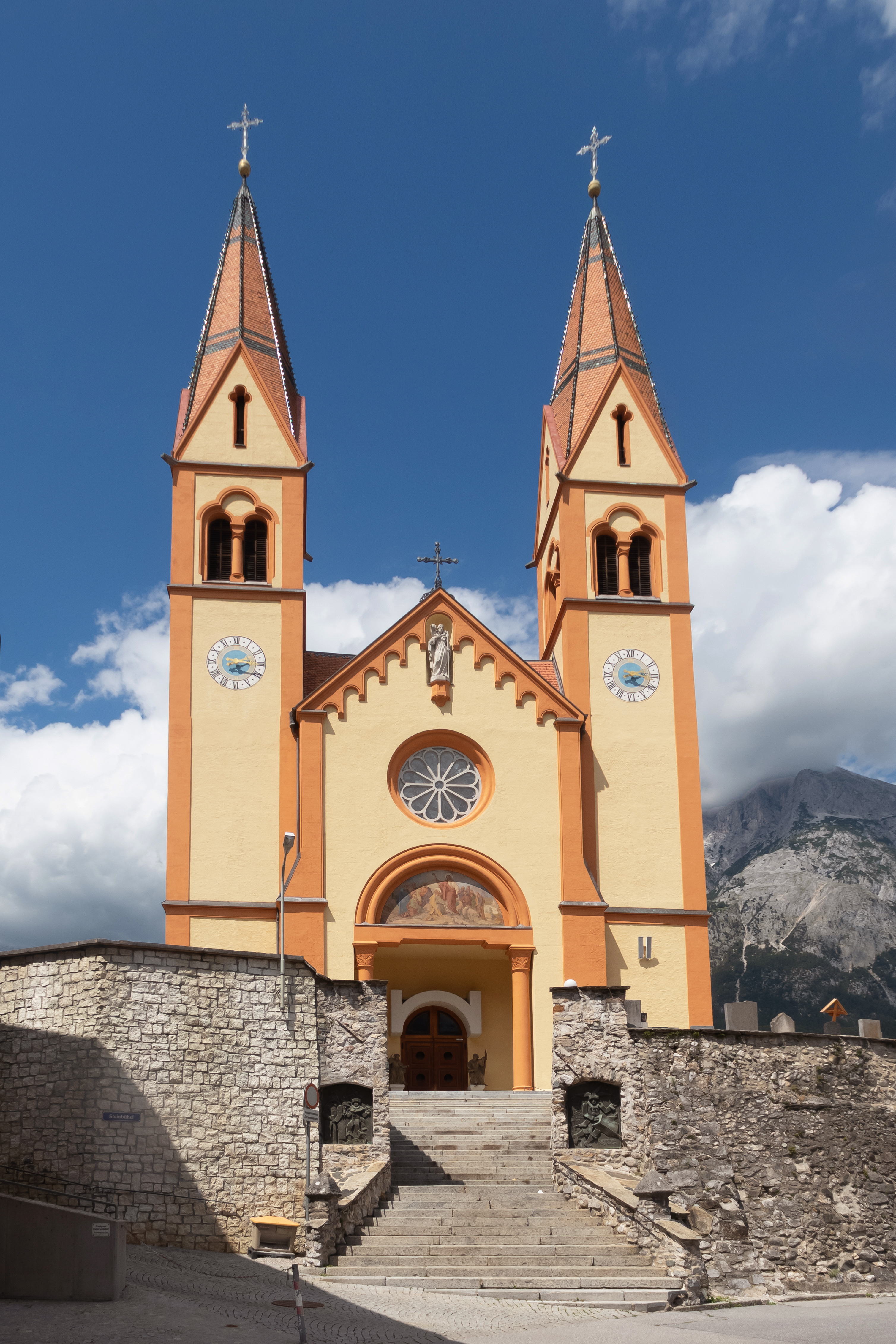
Pfarrkirche St. Peter und Paul
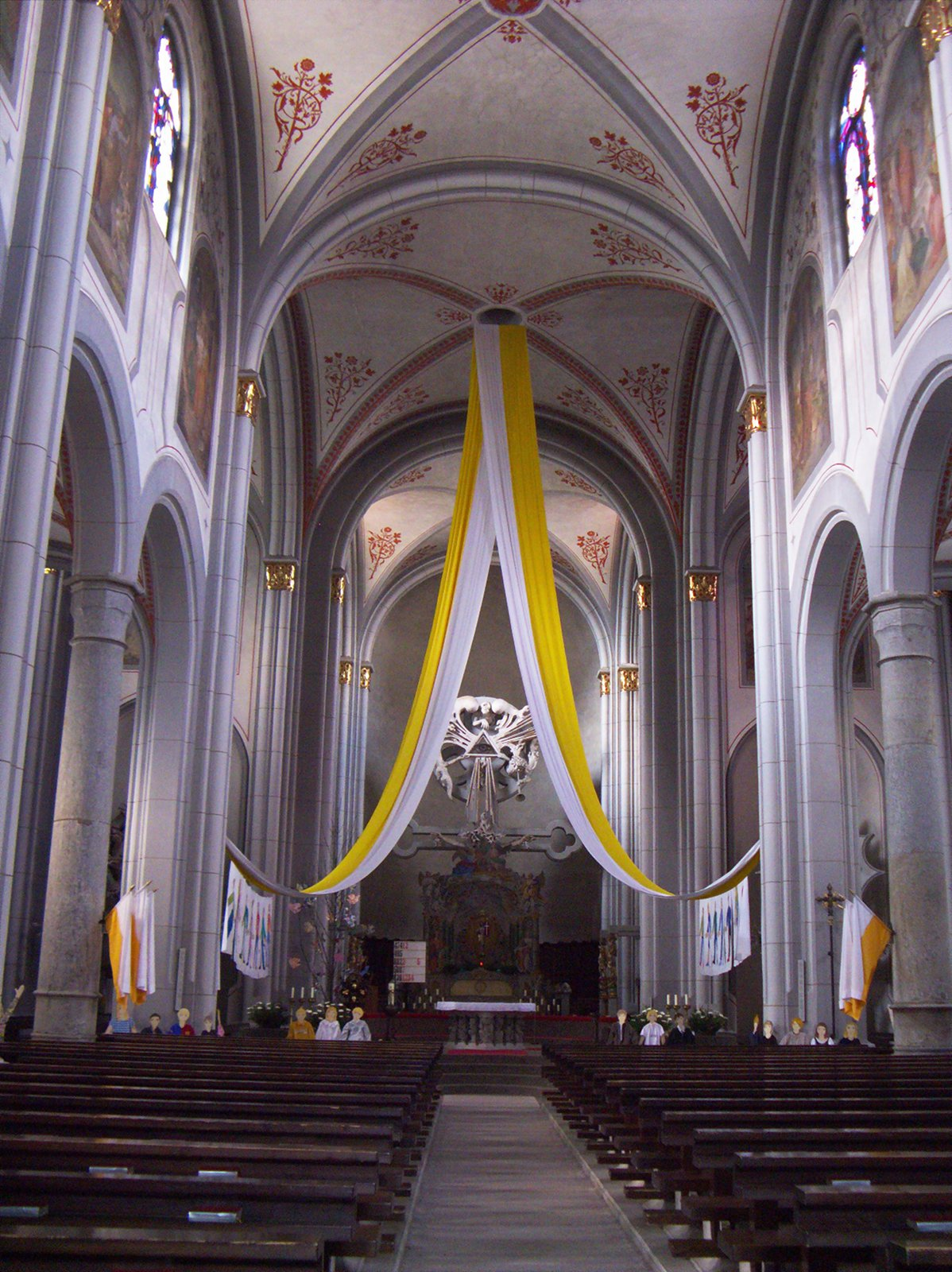
Innenraum der Pfarrkirche
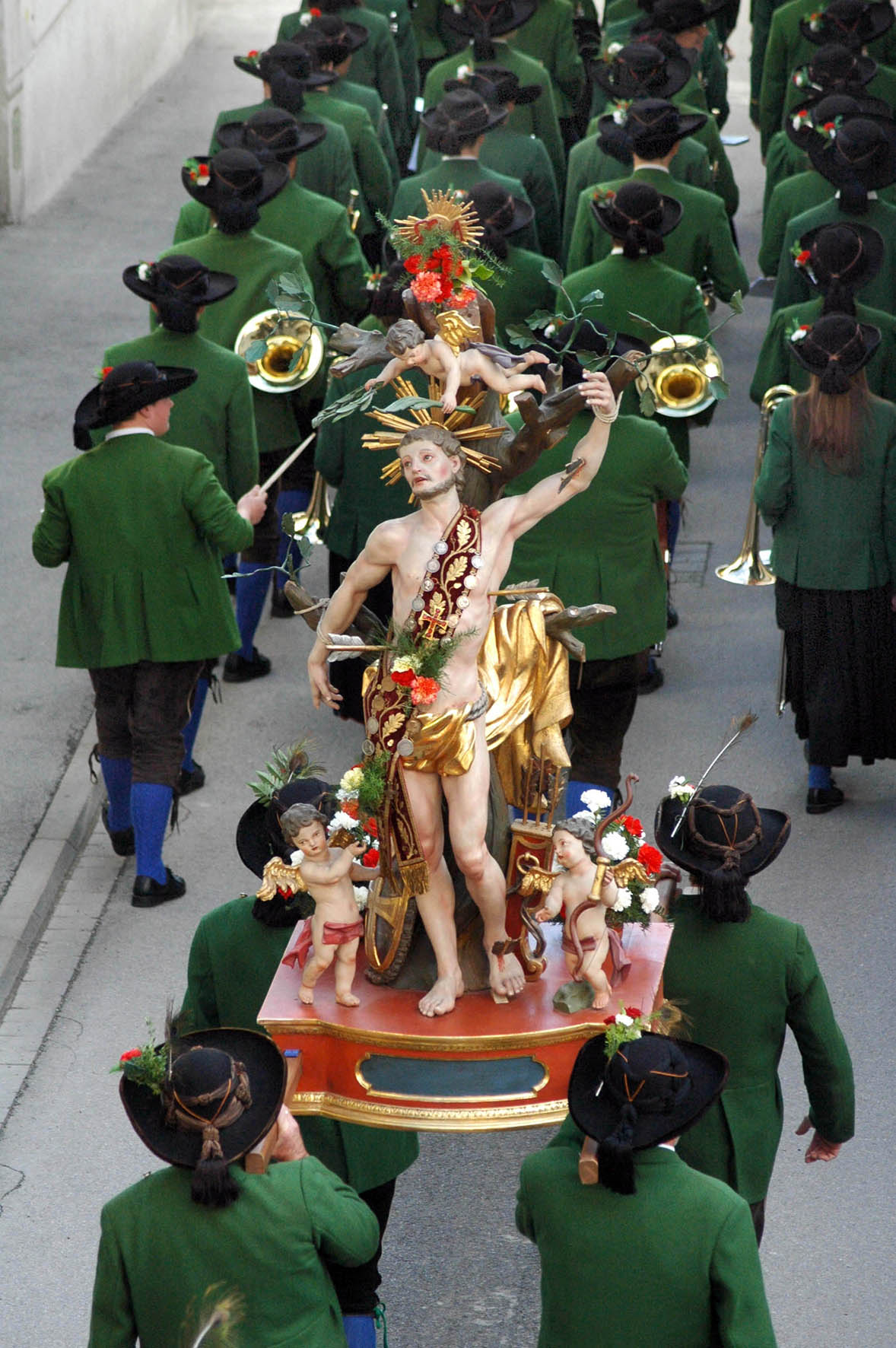
Sebastiani-Prozession
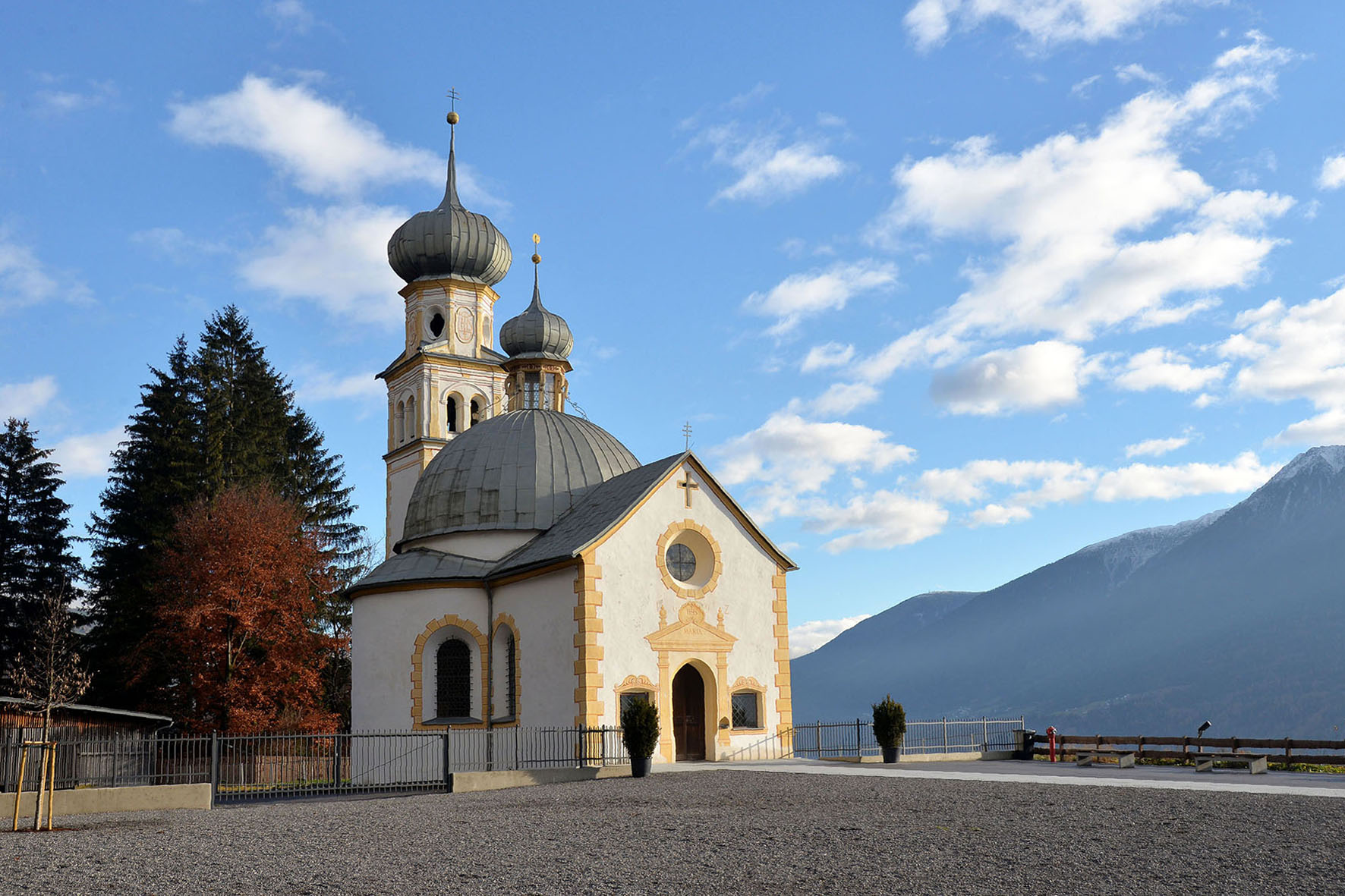
Mariahilfkapelle am Birkenberg
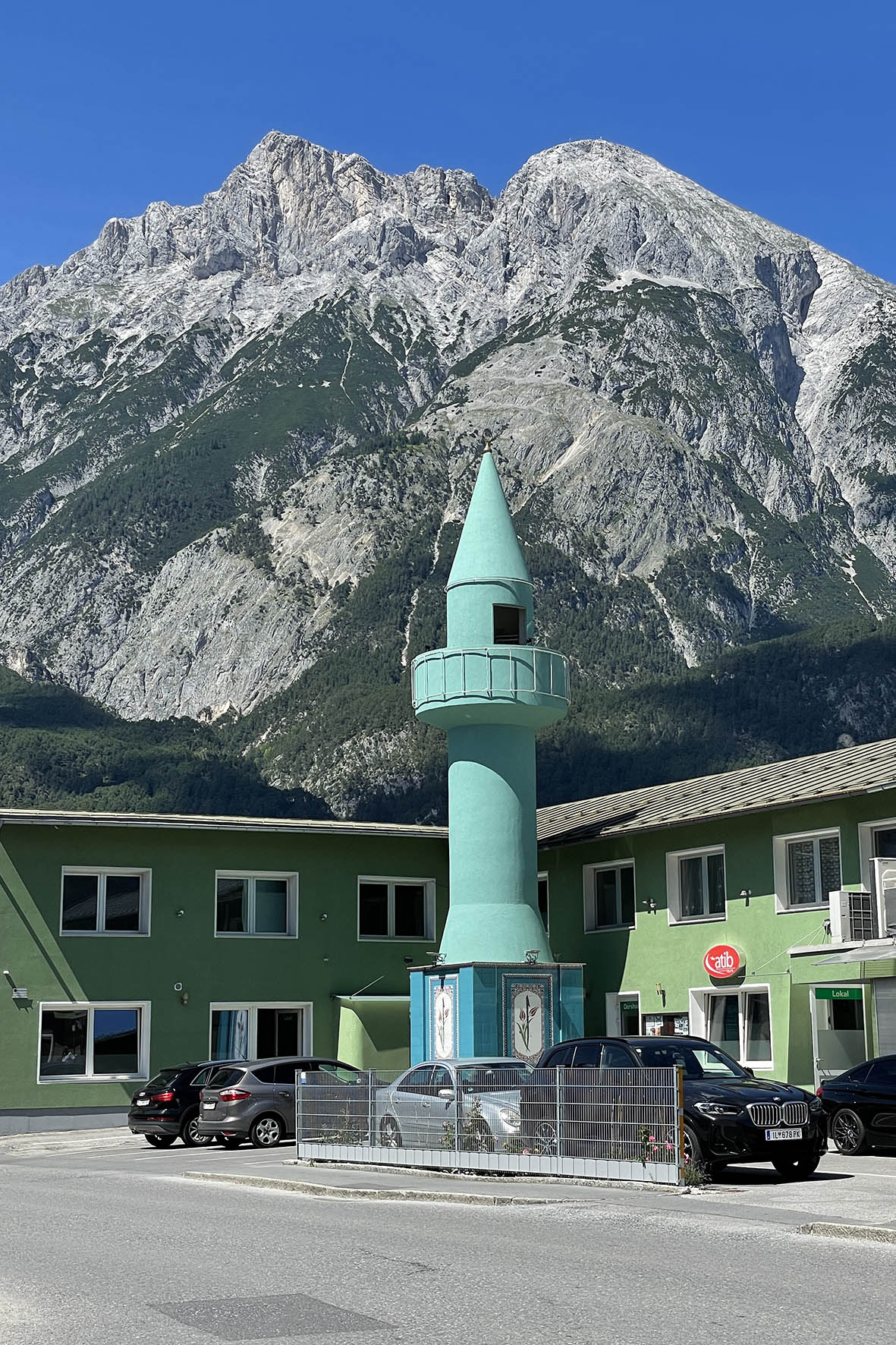
Minarett der Eyüp-Sultan-Moschee

Regelmäßige Veranstaltungen
- Tiroler Volksschauspiele: Telfs ist Schauplatz der seit 1982 jährlich stattfindenden Tiroler Volksschauspiele. Es wurden bisher u. a. Stücke von Felix Mitterer uraufgeführt.[6]
- Das Telfer Schleicherlaufen ist ein alle fünf Jahre stattfindender traditioneller Fasnachtsbrauch, an dem sich mehrere hundert Maskierte – nur Männer – beteiligen. Die ersten Hinweise auf ein Maskentreiben in Telfs stammen aus dem Jahr 1571. Seit der zweiten Hälfte des 19. Jahrhunderts hat das Schauspiel jene Gestalt, in der es auch heute im Wesentlichen noch aufgeführt wird.[7] 2010 wurde die heutige Form in das immaterielle Kulturerbe der Österreichischen UNESCO-Kommission aufgenommen.

## Infrastruktur

### Bildung

#### Schulen
- 2 Volksschulen
- 2 Mittelschulen (Mittelschule Anton Auer, Mittelschule Weißenbach)
- Polytechnische Schule
- Walter Thaler Schule: Sonderpädagogisches Zentrum
- Handelsschule und Handelsakademie eco telfs
- Bundesrealgymnasium
- Technisches Gymnasium (BORG)
- SCHULGARTEN – Aktive Montessorischule Telfs

#### Weitere Bildungseinrichtungen
- Landesmusikschule Telfs
- Volkshochschule Telfs
- Kulturzentrum Noaflhaus: Telfer Gemeindemuseum
- Bildungseinrichtung Mundium
- mundemed: Vorträge zum Thema Gesundheit
- Landesfeuerwehrschule

### Sport
Sporteinrichtungen: Schwimmbad, Sportzentrum Telfs (mit Kletterwand etc.), Sportplatz Emat, Tennisanlage Birkenberg, Golfplatz Wildmoos, Rad- und Wanderwege
Mitte November 2013 wurde die Idee eine Kletterhalle mit Bouldern als Schwerpunkt zu bauen von Marktgemeinde, Land, Tourismusverband und Alpenverein ins Leben gerufen. Die Eröffnung fand im Juli 2016 statt.
2011 fuhr Wolfgang Mader auf der Straße Sagl–Mösern einen Ausdauer-Höhenmeterrekord am Rad.

### Verkehr
- Straße: Telfs liegt an einer Kreuzung wichtiger Verkehrswege: nämlich durch das Inntal (B171 Tiroler Straße), Richtung Mieminger Plateau und weiter zum Fernpass (B189 Mieminger Straße) und der Verbindung nach Seefeld in Tirol (L36 Möserer Straße). Der Ort ist über die Anschlussstellen Telfs Ost und Telfs West an die Inntalautobahn angebunden.
- Bahn: Der Bahnhof Telfs-Pfaffenhofen liegt an der Arlbergbahn südlich des Inns auf dem Gemeindegebiet von Pfaffenhofen. Er wird von den Linien  und  der S-Bahn Tirol bedient. Zudem hält täglich ein -Paar der Verbindung Innsbruck–Bregenz–Dortmund (ICE 118/119 „Bodensee“; bis 10. Juni 2023 als IC 118/119).[11][12]

## Politik
Bei der Bürgermeisterwahl am 28. Februar 2016 wurde Christian Härting im ersten Wahlgang zum Bürgermeister gewählt. Die Liste Wir für Telfs erreichte mit 11 Mandaten die absolute Mehrheit, die ÖVP 3 Mandate, die Telfer Grünen und die FPÖ jeweils 2. Auf PZT/SPÖ, Telfs Neu und Bürgerliste entfiel jeweils eines. Der Gemeinderat wählte Cornelia Hagele (WFT) zur 1. Vizebürgermeisterin, Christoph Walch (Die Telfer Grünen) zum zweiten Vizebürgermeister.
Bei der Wahl im Jahr 2022 erreichten die Liste Wir für Telfs 9 Mandate, die NEOS 4 Mandate, die GRÜNEN und die FPÖ jeweils 2 Mandate und die SPÖ, die unabhängige Bürgerplattform, MFG und die Bürgerliste jeweils 1 Mandat. Christian Härting wurde mit 50,38 Prozent der Stimmen im ersten Wahlgang zum Bürgermeister gewählt. Nach dem Wechsel von Cornelia Hagele in die Landesregierung Mattle folgte ihr Anfang November 2022 Klaus Schuchter als 1. Vizebürgermeister nach.

### Partnerschaften
- Elzach, Deutschland[16]
- Lana, Südtirol, Italien[17]

### Wappen
Das Gemeindewappen, das mit der Markterhebung im Jahre 1908 durch Kaiser Franz Joseph I. verliehen wurde, stammt von den Grafen von Eschenlohe, die im 13. Jahrhundert Inhaber des Landgerichts Hörtenberg-Telfs waren. Es ist nahezu identisch mit den Wappen von Eschenlohe und Garmisch-Partenkirchen.

Telfer Wappen
Eschenloher Wappen
Wappen von Garmisch-Partenkirchen

## Persönlichkeiten

### Ehrenbürger
Ehrenbürger von Telfs sind:
- 1870: Ehrenreich Gritsch, Pfarrer
- 1898: Josef Heim
- 1923: Sylvester Haider, Pfarrer
- 1926: Josef Mussack
- 1928: Josef Schweinester
- 1930: Ignaz Lechtaler
- 1933: Alois Mauracher, Pfarrer
- 1935: Josef Tschallener
- 1937: Cosmus Schindler
- 1949: Gustav Raicher
- 1952: Willy Schindler
- 1960: Rudolf Pischl
- 1962: Andreas Raggl, Dekan
- 1970: Anton Auer
- 1983: Eduard Wallnöfer, Landeshauptmann
- 1995: Franz Saurer, Dekan
- 1997: Josef Schwarz
- 1997: Günter Sterzinger
- 1997: Arthur Thöni
- 1997: Josef Waldhart
- 1998: Emil Achammer, Bürgermeister
- 2000: Erich Frischmann, Pfarrer
- 2000: Erwin Müller
- 2002: Alois Kothgasser, Bischof
- 2005: Helmut Kopp, Bürgermeister
- 2008: Peter Larcher
- 2008: Herwig Van Staa, Landtagspräsident
- 2011: Wilfriede Hribar
- 2013: Franz Kranebitter
- 2014: Alfons Kaufmann

### Söhne und Töchter der Marktgemeinde
- Anton Zoller (1695–1768), Maler
- Josef Anton Puellacher (1737–1799), Maler
- Urban Klieber (1741–1803), Bildhauer
- Josef Degenhart (1745–1801), Maler
- Joseph Schöpf (1745–1822), Maler
- Aloys Weißenbach (1766–1821), Mediziner, Dramatiker und Schriftsteller
- Leopold Puellacher (1776–1842), Maler des Klassizismus
- Pater Vinzenz Maria Gredler (1823–1912), Naturforscher und Gymnasialdirektor in Bozen
- Andreas Einberger (1878–1952), Maler und Bildhauer
- Adolf Platzgummer (1893–1951), Politiker (ÖVP), Landtagspräsident in Tirol
- Anton Josef Schatz (1902–1968), Politiker, Mitglied des deutschen Reichstags
- Alois Forer (1909–2001), Organist und Hochschulprofessor
- Josef Schwarz (1917–2013), Maler und Grafiker
- Franz Kranebitter (* 1927), Politiker, Landesrat in Tirol
- Heinrich Tilly (1931–2022), Bildhauer und Maler
- Walter Pichler (1936–2012), Objektkünstler, Zeichner, Architekt
- Wilfriede Hribar (* 1944), Politikerin
- Cornelia Hagele (* 1975), Politikerin, seit 25. Oktober 2022 Landesrätin für die Bereiche Gesundheit, Pflege, Bildung sowie Wissenschaft und Forschung in der Landesregierung Anton Mattle
- Aygül Berîvan Aslan (* 1981), Politikerin, Abgeordnete im Nationalrat
- Manuel Mairhofer (* 1985), österreichischer Schauspieler
- Andreas Angerer (* 1990), Politiker, Abgeordneter zum Tiroler Landtag